# Cañón V-3
El V-3 (en alemán: Vergeltungswaffe 3, "Arma de Represalia 3") era un cañón de gran calibre alemán de la Segunda Guerra Mundial fabricado por la empresa Krupp. Funcionaba con el principio de carga múltiple mediante el cual se disparan cargas propulsoras secundarias para añadir velocidad a un proyectil. Medía 130 m, tenía un calibre de 150 mm, disparaba 600 proyectiles por hora y un solo proyectil de 140 kg podía alcanzar los 1500 m de altura y 160 km de distancia.
Se planeaba usar en el bombardeo de Londres desde Pas-de-Calais en el norte de Francia. Se observaron otras 2 armas similares tras los bombardeos de Luxemburgo desde finales de 1944 hasta febrero de 1945. El ejército Aliado los inutilizó con sus propios bombardeos. 
El cañón V-3 usaba propulsores de cohetes de combustible sólido en lugar de cargas explosivas debido a su mayor idoneidad y facilidad de uso, estaban dispuestos en pares simétricos a lo largo del cañón, en ángulo para proyectar su empuje contra la base del proyectil cuando pasaba, lo apodaron Tausendfüßler("milpiés"), El cañón y las cámaras laterales se diseñaron como secciones idénticas para simplificar la producción y permitir la sustitución de las secciones dañadas. Disparaba un proyectil estabilizado con aletas que dependía de las fuerzas aerodinámicas en lugar de las fuerzas giroscópicas para evitar el volteo.
Ya en 1918, el ejército francés hizo planes para un cañón multicámara de muy largo alcance en respuesta al cañón de París alemán. El Pariser Kanonen fue construido por Friedrich Krupp AG y podía bombardear París desde las líneas alemanas.
En un arma tradicional de carga única, la presión en el cañón está en su punto máximo cuando se dispara la carga, y luego disminuye continuamente a un valor mucho más bajo a medida que el proyectil viaja por el cañón y los gases de combustión se expanden. Un arma con cañón de Carga múltiple utiliza una carga inicial de baja potencia y continúa agregando más cargas a medida que el proyectil se mueve a lo largo del cañón, lo que resulta en una presión mucho más constante a medida que se mueve el proyectil. 
El museo Mimoyecques permite a los visitantes ver las galerías de restos de los cañones, una réplica del V-3 a pequeña escala y ejemplos de maquinaria, también contiene monumentos a los trabajadores esclavos que fueron obligados por los nazis a construirlo.
En uno de los intentos aliados por destruirlo usó un avión BQ-7 de la Operación Afrodita. El avión cargado de explosivos explotó prematuramente antes de ser radio controlado falleciendo el piloto Joseph P. Kennedy Jr. y el copiloto.
Nunca llegó a dispararse ni una sola vez, fue un derroche de tiempo y recursos.
- Datos: Q640665
- Multimedia: V-3 cannons / Q640665